# ロード・クライヴ級モニター
ロード・クライヴ級モニター (英語: HMS Lord Clive class monitors) は、第一次世界大戦中に建造されたイギリス海軍のモニター艦の艦級である。本級8隻は、前弩級戦艦の主砲を流用する事により安価に艦砲射撃を行える艦として建造された。さらに3隻（ロード・クライブ、ジェネラル・ウルフ、プリンス・ユージン）には、巡洋戦艦「フューリアス」の空母化により不要となった40口径18インチ（457ミリ）単装砲を追加で搭載した。

## 概要
アバクロンビー級モニターとロードクライヴ級モニターは、イギリス海軍が対地艦砲射撃を行うために建造したモニター艦である。
最初に建造されたのは、アバクロンビー級モニターであった。世界大戦勃発前、オスマン帝国とギリシャ王国は建艦競争を繰り広げていた。このうちギリシャ海軍がドイツ帝国のフルカン社に発注した超弩級戦艦「サラミス (Σαλαμίς) 」は、14インチ（35.6センチ）45口径主砲をアメリカ合衆国のベスレヘム・スチールで製造していた。ところが第一次世界大戦勃発とイギリスによるドイツ封鎖によってドイツに納入できなくなり、ベスレヘムスチール社はサラミス用の1914年型14インチ（35.6センチ）45口径連装砲塔4基（合計8門）をイギリスに売却した。この14インチ連装砲塔をモニター艦に転用したアバクロンビー級モニター4隻の建造が1914年12月よりはじまり、1915年5月から6月にかけて竣工した。
14インチ連装主砲塔の在庫が4基しかないので、アバクロンビー級は4隻しか建造できない。そこで前弩級戦艦のマジェスティック級戦艦4隻（ヴィクトリアス、マグニフィセント、ハンニバル、マーズ）から降ろした12インチ（30.5センチ）35口径連装砲塔8基を改造し、アバクロンビー級モニターの設計を踏襲した新型モニター艦を建造することになった。この新型モニターの艦名も、前級同様にイギリス陸軍の軍人からとられた。1914年12月、イギリス海軍はロード・クライヴ級モニター艦を8隻建造することを決定し、このうち新型モニター5隻はハーランド・アンド・ウルフ社に発注された。
アバクロンビー級とロードクライヴ級モニター艦の特徴として、最低限の航行能力を持った平甲板型の幅広い船体による安定性に重点を置いた設計を採っていた。船体が小型のために前弩級戦艦よりも吃水を浅く設計でき、本級は大型艦よりも座礁の危険性を少なくでき、より沿岸部に接近して砲撃が可能となった。
小型の船体と、未完成艦と廃艦の主砲を流用したことから、戦時中でも急造が可能となった。ロード・クライヴ級モニター艦8隻はすべて1915年1月に起工、早いものではその年の5月、遅いものでも11月には竣工し配備されている。

## 艦形

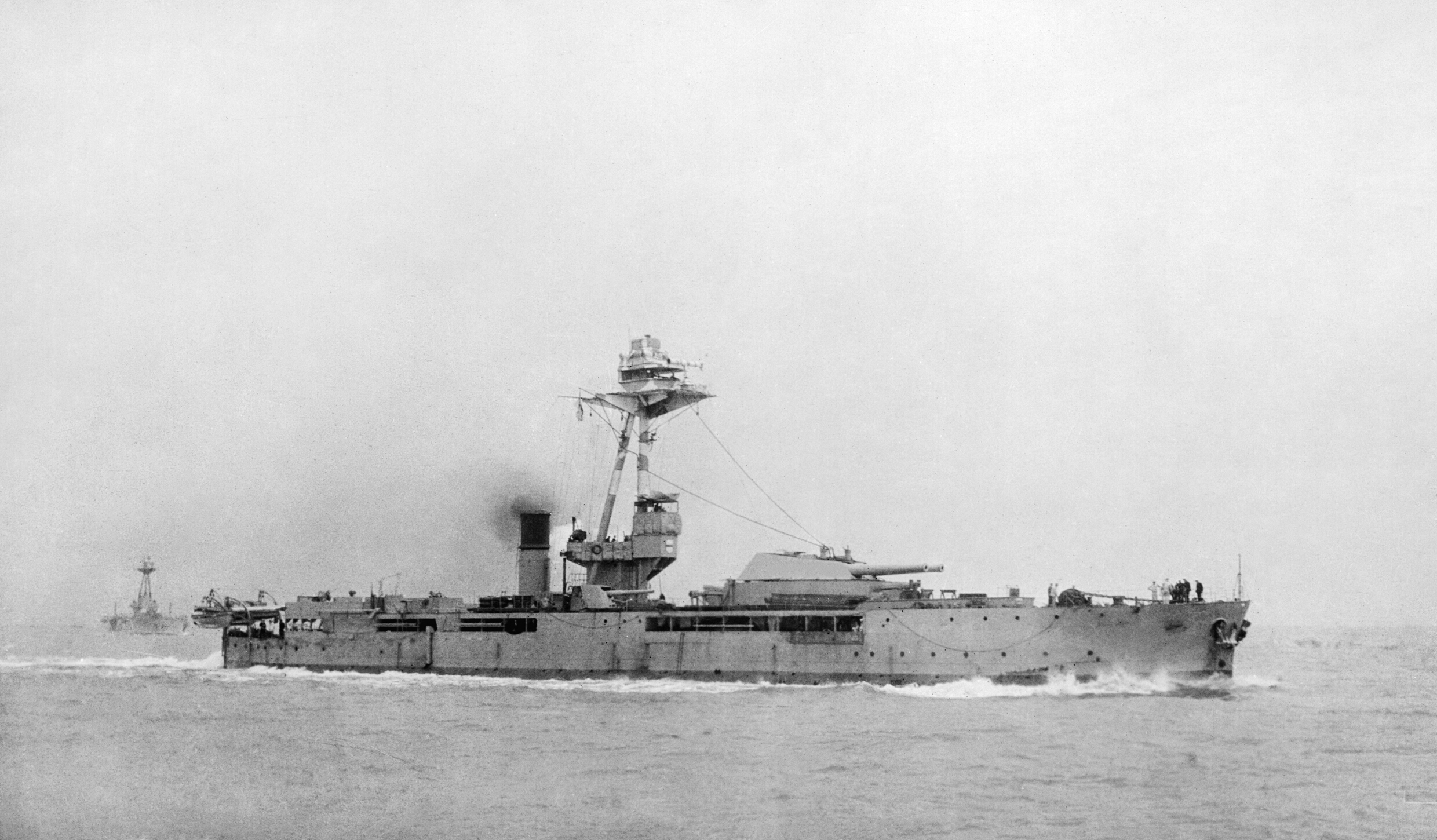
右舷から撮影された「ジェネラル・クロフォード」。

ロード・クライヴ級モニターの基本構造は、前級のアバクロンビー級モニターを踏襲している。乾舷が低い平甲板型船体の艦首に1基の砲塔を配置していた。その背後に操舵艦橋を基部に持つ不釣合いなほどに高い、頂上部に見張り所を持つ三脚式のマスト、中央部に細い1本煙突が立つ。船体の断面図は安定性を増すために船体下部にバルジを装着している。軽快艦艇の攻撃や機雷による被害も想定し、水雷防御を兼ねていた。舷側には沿岸砲台からの砲撃を受けた時の防御として最厚として152mm装甲が貼られ、甲板防御も同時代のイギリス軽巡洋艦と同等の25mmから51mm装甲を貼られた。

## 主砲、そのほかの武装
本級の主砲として、老朽化して退役した「マジェスティック級」の「Mark VIII 30.5cm（35口径）砲」の連装式主砲塔を流用した。
戦艦「マグニフィセント (HMS Magnificent) 」
モニター艦「ロード・クライブ (HMS Lord Clive) 」と「ジェネラル・クロフォード (HMS General Crauford) 」
戦艦「ヴィクトリアス (HMS Victorious) 」
モニター艦「プリンス・ルパート (HMS Prince Rupert) 」と「ジェネラル・ウルフ (HMS General Wolfe) 」
戦艦「ハンニバル (HMS Hannibal) 」
モニター艦「サー・ジョン・ムーア (HMS Sir John Moore) 」と「プリンツ・オイゲン (HMS Prince Eugene) 」
戦艦「マーズ (HMS Mars) 」
モニター艦「サー・トーマス・ピクソン (HMS Sir Thomas Picton) 」と「アール・オブ・ピーターバラ (HMS Earl of Peterborough) 」
その性能は重量385kgの主砲弾を最大仰角30度で射距離20,900mまで届かせられ、舷側装甲は射程9,140mで21.6cmの装甲を貫通する事ができる性能であった。発射速度は2分間に1発である。仰角は、モニター艦に搭載するに当たって改造された。仰角は元の13.5度から仰角30度・俯角0度となった。動力は蒸気機関による水圧ポンプ駆動であり補助に人力を必要とした。旋回角度は艦首方向を0度として左右150度の旋回角が可能であった。 

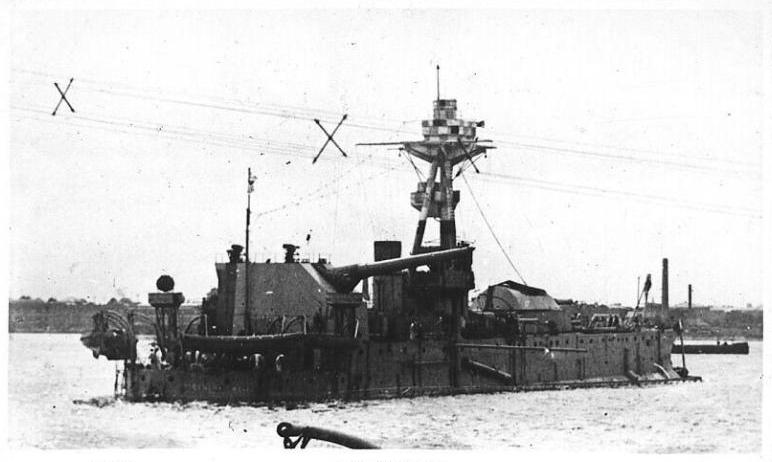
右舷から撮影された「ジェネラル・ウルフ」。後部甲板上に搭載された45.7cm（40口径）単装砲を出した四角い構造物は一見、砲塔に見えるが砲の基部を装甲で覆った防盾で砲塔ではない。

ドイツ帝国陸軍がベルギー沿岸に15インチ級の大口径砲を配備するようになると、12インチ砲では射程や破壊力で見劣りするようになった。そこで「ロード・クライヴ」、「ジェネラル・ウルフ」、「プリンツ・オイゲン」の3隻に、カレイジャス級巡洋戦艦「フューリアス (HMS Furious, 47) 」より下ろした「Mark I 18インチ（45.7cm）40口径砲」を搭載した。
18インチ砲（前後砲2門、予備砲身1門）を航空母艦への改造の際に、完全に撤去したのである。1917年3月に前部主砲1門を撤去、1917年10月に後部主砲を撤去した。これをロード・クライヴ級モニター3隻に搭載したのである。
竣工時からあった船体前部の30.5cm連装砲塔は、カウンターウェイトとして降ろさなかった。後部甲板上に、新設計の単装砲架を右舷真横に向けて固定搭載した。700トンの重量増加により喫水が深くなり、機動性は低下した。
小型の船体のために砲塔形式には出来ず、砲身の装填機構を装甲板で覆ったオープントップ式で、大まかな狙いは船体ごと旋回させて行い、細かい微調整は砲門の隙間の範囲内で砲身の上下・旋回を行う形式とした。このため、仰角45度・俯角10度となり、旋回は右舷方向を0度として前後20度で旋回できた。性能は1,506kgの砲弾を仰角45度で最大射程30,270mまで届かせる事ができ、射程13,720mで舷側装甲457mmを貫通する事ができる性能であった。「ロード・クライヴ」と「ジェネラル・ウルフ」での発射試験では、最大仰角で36,500メートルの射程を得たという。発射間隔は約3分間に1発であった。18インチ砲弾は60発搭載した。砲弾は砲直下の上甲板に並べられ、装薬は砲塔外側の露天甲板に水を満たした容器に入れて収納した。
18インチ砲の最初の2門は1918年1月にポーツマスに到着し、6月に搭載工事が始まった。艦首主砲は「ジェネラル・ウルフ」へ、予備砲身は「ロード・クライヴ」、後部主砲は「プリンス・ユージン（プリンツ・オイゲン）」に据え付けられた。「ユージン」の工事は1918年10月に始まり、すぐに世界大戦が終わったので工事は中止された。改造完了後の「ジェネラル・ウルフ」と「ロード・クライヴ」は実戦投入され、ベルギー海岸地帯に「ウルフ」が18インチ砲81発を、「クライブ」が18インチ砲4発を発射した。

## 同型艦
- ロード・クライヴ (モニター)（英語版） (HMS Lord Clive) - 18世紀の軍人・政治家である初代クライブ男爵ロバート・クライヴにちなむ。第一次世界大戦後も試験艦として用いられ、艦後部の18インチ砲を撤去して15インチ砲三門を横向きに搭載する[16]。この実験により、新戦艦に搭載予定の16インチ三連装主砲開発に貢献した[17]。

- ジェネラル・クロフォード (モニター)（英語版） (HMS General Crauford) - 19世紀の半島戦争中シウダッド・ロドリゴ包囲戦で戦死したロバート・クロフォード将軍にちなむ。

- アール・オヴ・ピーターバラ (モニター)（英語版） (HMS Earl of Peterborough) - スペイン継承戦争で派遣軍を率いたピーターバラ伯チャールズ・モードントにちなむ。

- サー・トーマス・ピクトン (モニター)（英語版） (HMS Sir Thomas Picton) - ワーテルローの戦いで第5師団を率いてフランス軍の前進を防いで戦死したトーマス・ピクトン中将にちなむ。

- プリンス・ユージーン (モニター)（英語版） (HMS Prince Eugene) - 17,8世紀の軍人・政治家であるプリンツ・オイゲンことオイゲン・フォン・ザヴォイエンにちなむ。

- プリンス・ルパート (モニター)（英語版） (HMS Prince Rupert) - 清教徒革命(イングランド内戦)で国王軍を率い、王政復古後は海軍を率いたカンバーランド公ルパートにちなむ。

- サー・ジョン・ムーア (モニター)（英語版） (HMS Sir John Moore)  - 半島戦争中、ア・コルーニャの戦いで戦死したジョン・ムーア将軍にちなむ。

- ジェネラル・ウルフ (モニター)（英語版） (HMS General Wolfe) - 七年戦争においてカナダでフランス軍に勝利し英領カナダを確保したことで知られるジェームズ・ウルフ将軍にちなむ。